# 240 f.Kr.
| 240 f.Kr.          |
| ------------------ |
| Dødsfald - Fødsler |

## Begivenheder
- 19. juni – Eratosthenes, græsk astronom og matematiker, leder af biblioteket i Alexandria, beregner jordens omkreds ved måling af solens højde i henholdsvis Alexandria og Aswan på samme tidspunkt.